# 브세볼로스 젤로니스
브세볼로스 젤로니스(라트비아어: Vsevolods Zeļonijs, 1973년 2월 24일 ~ )는 라트비아의 유도 선수로 1992년 하계 올림픽에 출전했고 2000년 하계 올림픽 라이트급에서 동메달을 땄다.
젤로니스는 1997년 세계 선수권 대회에서 동메달을 획득했고, 유럽 선수권 대회에서 여러개의 은메달과 동메달을 획득했다. 그는 올림픽에 4번 출전했다.

## 인물 정보
브세볼로스 젤로니스는 1973년에 리가에서 태어났다. 그는 2000년 올림픽 라이트급에서 동메달을 획득했다.